# Anton Kade
Anton Kade (Berlino, 17 gennaio 2004) è un calciatore tedesco, attaccante del Basilea.

## Carriera

### Club
Cresciuto nel settore giovanile dell'Hertha Berlino, esordisce in prima squadra il 20 febbraio 2022, disputando l'incontro di Bundesliga perso per 1-6 contro l'RB Lipsia.

### Nazionale
Ha giocato nelle nazionali giovanili tedesche Under-16, Under-17 ed Under-19.

## Statistiche

### Presenze e reti nei club
Statistiche aggiornate al 24 aprile 2022.
| Stagione        | Squadra           | Campionato      | Campionato | Campionato | Coppe nazionali | Coppe nazionali | Coppe nazionali | Coppe continentali | Coppe continentali | Coppe continentali | Altre coppe | Altre coppe | Altre coppe | Totale | Totale |
| Stagione        | Squadra           | Comp            | Pres       | Reti       | Comp            | Pres            | Reti            | Comp               | Pres               | Reti               | Comp        | Pres        | Reti        | Pres   | Reti   |
| --------------- | ----------------- | --------------- | ---------- | ---------- | --------------- | --------------- | --------------- | ------------------ | ------------------ | ------------------ | ----------- | ----------- | ----------- | ------ | ------ |
| 2021-2022       | Hertha Berlino    | BL              | 4          | 0          | CG              | 0               | 0               |                    | -                  | -                  |             | -           | -           | 4      | 0      |
| 2021-2022       | Hertha Berlino II | RL              | 6          | 1          |                 | -               | -               |                    | -                  | -                  |             | -           | -           | 6      | 1      |
| 2022-2023       | Basilea           | SL              | 18         | 0          | CS              | 2               | 1               | UECL               | 5                  | 1                  |             | -           | -           | 25     | 2      |
| 2023-2024       | Basilea           | SL              | 1          | 0          | CS              | 0               | 0               | UECL               | 2                  | 1                  |             | -           | -           | 3      | 1      |
| Totale Basilea  | Totale Basilea    | Totale Basilea  | 19         | 0          |                 | 2               | 1               |                    | 7                  | 2                  |             | -           | -           | 28     | 3      |
| Totale carriera | Totale carriera   | Totale carriera | 29         | 1          |                 | 2               | 1               |                    | 7                  | 2                  |             | -           | -           | 38     | 4      |

## Palmarès
- Campionato svizzero: 1

Basilea: 2024-2025
- Coppa Svizzera: 1

Basilea: 2024-2025